# سيلفيا (فلم)
سيلفيا (بالإنجليزية: Sylvia)، هُو فيلم إثارة نيجيري صدر سنة 2018 وأخرجه دانيال أورياهي.

## وصلات خارجية
- سيلفيا  في قاعدة بيانات الأفلام على الإنترنت (بالإنجليزية)